# Dolmen du Villard
Le dolmen du Villard est situé sur la commune du Lauzet-Ubaye, dans le département français des Alpes-de-Haute-Provence.

## Protection
L'édifice a été découvert par David Martin, professeur à Gap et signalé pour la première fois en 1894 par Gabriel de Mortillet. C'est le seul dolmen conservé dans ce secteur des Alpes, tous les autres ayant été détruit au XIXe siècle. Il est classé au titre des monuments historiques en 1900. La commune est propriétaire de l'édifice.

## Architecture
Bien que le dolmen soit orienté nord-sud ce qui l'apparenterait au groupe des dolmens dits «alpins», son entrée située à l'ouest et son architecture générale le rattache au groupe des dolmens provençaux.
La chambre rectangulaire est délimitée par six orthostates massifs (longueur comprise entre 0,80 m et 1 m, hauteur 1,50 m environ, épaisseur variant entre 0,20 m et 0,30 m). Le chevet est constitué de deux dalles d'égales dimensions. L'ensemble est surmonté d'une unique table de couverture de forme triangulaire (2 m de longueur, 1,50 m de large, 0,30 m à 0,60 m d'épaisseur) qui ne repose plus que sur trois dalles. Le sol de la chambre est recouvert par une grande dalle mince en schiste au sud-est, une autre dalle de même nature mais de moindre taille à l'ouest et de la marne grise rapportée au nord. «Les interstices entre les dalles du sol et les orthostats ont été colmatés par des pierres».
L'entrée, très basse et étroite (0,30 m à 0,35 m au-dessus du sol), est délimitée au nord-ouest et au sud-ouest par deux piliers de forme triangulaire reposant sur leur plus large base. Elle était obturée par une dalle de fermeture de forme trapézoïdale (0,60 m de haut et de large, 0,10 m d'épaisseur) spécialement aménagée à cet effet reposant sur une dalle de seuil (0,80 m de long, 0,35 m de large) en schiste vert.
Le couloir est délimité par six orthostats disposés par trois parallèlement entre eux d'une hauteur décroissante depuis les piliers de l'entrée s'échelonnant entre 0,90 m et  0,35 m. Il mesure  1,50 m de long pour 1,10 m au plus large. Orienté plein ouest (azimut 270°), il ne débouche pas sur la périphérie du tumulus. Il était rempli de blocs de pierre et parmi les interstices une soixantaine d'ossements (humains et animaux) ainsi qu'un tesson de poterie ont été découverts.
Seule la partie ouest du tumulus, constitué de gros blocs «entassés sans ordre», est encore visible. Au sud et à l'est le tumulus a été démantelé, car il gênait les cultures agricoles, provoquant un affaissement partiel du dolmen. La fouille archéologique a permis d'établir que l'édifice avait été élevé sur une ancienne aire de combustion d'environ 9 m à 10 m de diamètre,. Selon Gérard Sauzade, cette zone de combustion correspond soit à «une volonté de purification ou de sacralisation des lieux avant l'installation de la sépulture» ou plus prosaïquement à des travaux de défrichement préalable des lieux.

## Fouilles archéologiques
En 1950, E. Derbez, propriétaire du terrain et maire de la commune, avait entrepris une fouille superficielle qui ne livra que quelques ossements humains,. Entre 1980 et 1983, Gérard Sauzade y a dirigé quatre campagnes de fouilles archéologiques successives. L'effondrement des deux dalles composant le chevet de la chambre a contribué à la sauvegarde de la couche archéologique où des ossements humains en connexion anatomique (plus de quinze connexions anatomiques au total) ont pu être retrouvé ainsi que 4 crânes. La chambre a pu accueillir les dépouilles d'une vingtaine d'individus dont plusieurs jeunes, voire très jeunes sujets. Les dépôts successifs des corps entiers ont été réalisés à même le sol. Certains ossements comportant des traces de combustion et la présence de charbons de bois à l'intérieur même de la chambre laissent supposer que le foyer fut allumé à l'intérieur du dolmen.
Les ossements d'origine animale sont nombreux : dents (bœuf, chien, ovicapriné, cochon, ours, lapin), radius (chien, renard), os longs (chien, ovicapriné). Ils ne correspondent pas tous à un dépôt volontaire mais les deux vertèbres de bœuf en connexion déposées sur le cairn correspondent manifestement à une offrande.
Le mobilier funéraire recueilli se compose de vingt-trois tessons de céramique dont cinq décorés au peigne de chevrons et triangles typiques de la période campaniforme,, d'un brassard d'archer, d'un poignard en cuivre, de segments de cercle, d'une défense de sanglier transformée en pendeloque, de quelques perles de formes variées (olivaire, discoïde, cylindrique) en divers matériaux (os et calcaire) et d'outils en silex (7 éclats et 2 lamelles). Les objets en bronze sont constitués d'une bague spiralée et d'une épingle à tête en crosse.
L'ensemble correspond à une utilisation au Chalcolithique récent suivie d'une réutilisation à l'âge du bronze moyen.